# Exit Through the Kwik-E-Mart
«Exit Through the Kwik-E-Mart» (с англ. — «Выход через «На скорую руку»») — пятнадцатый эпизод двадцать третьего сезона мультсериала «Симпсоны», который вышел на телеканале «FOX» 4 марта 2012 года.

## Сюжет
Семья Симпсонов готовится ко дню рождения Мардж и покупают ей подарки. Гомер покупает Мардж кухонный комбайн Полы Пол и идёт в магазин здорового питания «Меняла Джек», чтобы та подписала коробку. В магазине Гомер завязывает драку с Апу, который обвиняет его в предательстве «На скорую руку». На подписывании Пола Пол придумывает план: позвонить Мардж в прямом эфире со своего шоу и поздравить её с днём рождения. Во время празднования Барт дарит Мардж кролика. Кролик перегрызает телефонные провода, и Симпсоны пропускают звонок от Полы, что очень злит её по автоответчику. Гомер злится на Барта и сажает его в кроличью клетку.
Чтобы отомстить Гомеру, Барт и Милхаус разрисовывают на стенах Спрингфилда нелестные изображения Гомера, и написав при этом слово «DOPE» (с англ. — «олух»). Эту работу замечают настоящие художники Шепард Фейри, Рон Инглиш, Кенни Шарф и Робби Конал. Четвёрка приглашает Барта на его собственную выставку. Но Гомер отказывается идти туда, поскольку узнал о том, что граффити создавал Барт. Однако он всё же идёт после того, как Барт написал красками на капоте его машины: «Прости меня». На выставке Шеф Виггам и полиция Спрингфилда арестовывают Барта за незаконное разрисовывание по всему городу. Оказалось, что выставка — это подстава, а Шепард Фейри — полицейский под прикрытием. Вместо тюрьмы Барта отправляют в кроличью клетку, где он раздаёт автографы. Барт хочет в туалет, но Виггам накрывает клетку платком. Когда же он убирает платок, то обнаруживает, что Барт исчез.
В это же время Апу решает ограбить «Менялу Джека», но узнаёт, что кассиром оказался Змей Джейлбёрд. Позже Апу хочет закрыть «На скорую руку», однако его жена Манджула говорит, что «Меняла» закрывается из-за того, что продукты изготовлены из обезьяньего мяса.

## Культурные отсылки
- Название эпизода пародирует фильм «Выход через сувенирную лавку», где также снимался Шепард Фейри.
- Когда Барт и Милхаус развешивают свои рисунки по городу, звучит композиция «Ученик чародея» Поля Дюка.
- Название подарка Гомера Puree-Station 3 пародирует PlayStation 3.